# Bundesautobahn 49
De Bundesautobahn 49 (kort BAB 49, A49 of 49) is een Duitse autosnelweg die loopt van Kassel naar Neuental en is in aanbouw tot Treysa. Daarnaast is gepland de snelweg te verlengen naar Homberg, waar aangesloten zal worden op de A5.

## Verloop
De A49 begint bij een kruispunt met verkeerslichten bij het Autohof Lohfeldener Rüssel in het zuidoosten van Kassel. De weg buigt vervolgens af naar het knooppunt Kreuz Kassel-Mitte met de A7 en is in de stedelijke omgeving van Kassel, waar de Fulda wordt gekruist, en Baunatal als stadsautosnelweg aangelegd. In verder verloop doorkruist de weg het gebied van de in Schwalm-Eder-Kreis gelegen gemeenten Edermünde, Gudensberg, Fritzlar, Wabern, Borken en Neuental. Op dit trajectdeel bevinden zich onder anderen de dalbruggen over de Ems, de Eder en de Schwalm, waarbij de laatstgenoemde tweemaal gekruist wordt.
Bij het huidige einde in Neuental eindigt de A49 op de Landesstraße 3074. Omdat de L3074 niet geschikt is om al het snelwegverkeer te verwerken, is het 8,5 km lange snelwegdeel tussen aansluiting Borken, waar een verbinding met de B3 richting Marburg bestaat, en het einde in Neuental volledig gesloten voor zwaar verkeer.

## Planningsgeschiedenis en bouw

De geplande A49; in blauw de tracés die nu in gebruik zijn en in oranje het geplande tracé in 1976

Oorspronkelijk zou de A49 van Kassel via Fritzlar, Schwalmstadt, Stadtallendorf, Kirchhain, Staufenberg naar Gießen en verder via Butzbach, Bad Nauheim en Friedberg naar Frankfurt am Main verlopen. Bij het huidige Preungesheimer Dreieck zou de A49 over het tracé van de huidige A661 geleid worden en over Offenbach am Main en Egelsbach naar Darmstadt verlopen, waar zuidelijk van de stad op de A5 zou worden aangesloten.

### Trajectdeel Kassel - Gießen
Al decennia gepland en omstreden is de verlenging van een 42,5 kilometer lange trajectdeel van de A49 van Neuental naar het zuiden, om beide regionale centra Kassel en Gießen via de kortste weg met elkaar te verbinden.
Aanvankelijk waren in de jaren 60 onsamenhangende plannen voor dit traject, die later vanaf 1 januari 1975 samengevoegd werden onder het nummer A49. Zo was in 1967-1968 een vierstrookse uitvalsweg van Kassel-Niederzwehren tot de aansluiting Felsberg gereed, zonder dat een verlenging van het tracé naar Gießen in gedachten was. Tussen Marburg en Gießen waren echter al plannen voor een snelwegachtige nieuwbouw van de B3. Begin 1970 had de weg doorgaand vier stroken, en was de snelwegachtige nieuwbouw van de B3 van Kassel via Gießen naar Frankfurt in het wegenplan voor de bouw van federale wegen opgenomen. In 1973 stond deze verbinding op de kaart met het tracé Lohfelden - zuidelijke randweg Kassel - Baunatal - Edermünde - Gudensberg - Fritzlar - Kleinenglis - Neuental - Schwalmstadt - Stadtallendorf - Kirchhain - Hassenhausen - zuidelijk van Marburg, waar de weg de verbinding Marburg - Gießen zou treffen. In 1976 werden de plannen tussen Kirchhain en Gießen gewijzigd: het tracé zou nu van Ebsdorf via Ilschhausen naar Odenhausen verlopen, waar een knooppunt met de A5 gepland was. Een jaar later verdween de verbinding tussen Kirchhain en Odenhausen volledig uit de plannen. In plaats daarvan zou de A49 bij Kirchhain in een nieuwe variant op de A5 uitmonden, die vanuit die omgeving verder via Kirchhain, Homberg (Ohm) naar de A48 bij Lumda gevoerd zou worden. In 1979 was in de kaarten genoemde tracé van de A5 van Wetter via Kirchhain naar Lumda geschrapt. In plaats daarvan werden alleen de plannen tussen Kirchhain en Lumda voor de A49 opgepakt. De verbinding Marburg - Gießen werd als A485 genummerd. In de tweede wijziging van het wegenplan voor de bouw van federale wegen in de periode 1971 tot 1985, vastgesteld op 25 augustus 1980, was dit tracéverloop met een prioriteitsniveau I opgenomen. Bij de derde wijziging van het wegenplan, vastgesteld op 21 april 1986, bleef deze variant, het trajectdeel tussen de B454 bij Kirchhain en de A5, alleen nog met een lage prioriteit opgenomen. De verlenging van de snelweg kwam na het gereedkomen van een trajectdeel in december 1994 voor het eerst volledig tot stilstand. De deelstaat Hessen pakte echter in begin jaren 2000 de plannen voor het sluiten van de onderbreking weer op. Daarbij werd het tracéverloop opnieuw tussen Neustadt (Hessen) en Homberg (Ohm) veranderd. De snelweg zal oostelijk van Stadtallendorf en Homberg (Ohm) verlopen en bij Rülfenrod respectievelijk Gemünden (Felda) op de A5 tussen Gießen en Alsfeld aansluiten.
Tot nu zijn de volgende trajectdelen in gebruik:
| Traject                                          | Jaar      | Lengte  | Opmerkingen                                                     |
| ------------------------------------------------ | --------- | ------- | --------------------------------------------------------------- |
| Kassel-Niederzwehren - aansl. Felsberg (B254)    | 1967-1968 | 8 km    | toen als B3 genummerd; begin jaren 70 tot snelweg opgewaardeerd |
| aansl. Felsberg - aansl. Gudensberg              | 1974      | 4,5 km  |                                                                 |
| aansl. Gudensberg - aansl. Fritzlar              | 1975      | 6,5 km  |                                                                 |
| aansl. Fritzlar - aansl. Borken                  | 1980      | 11,3 km | 1 rijbaan                                                       |
| Kreuz Kassel-Mitte - aansl. Kassel Niederzwehren | 1980      | 6,3 km  |                                                                 |
| aansl. Fritzlar - aansl. Borken                  | 1980      | 11,3 km | 2de rijbaan                                                     |
| aansl. Borken - Neuental/Bischhausen             | 1994      | 8,3 km  |                                                                 |

#### Geplande verlenging Neuental - Gemünden (Felda)
| Nr. | Trajectdeel                                      | Lengte   | Status                                                                              |
| -   | aansl. Borken - aansl. Neuental                  |          | Gereed (december 1994)                                                              |
| 20  | aansl. Neuental - aansl. Schwalmstadt            | 11,78 km | In bouw (voorbereidende werkzaamheden sinds feb. 2010; in bouw sinds 15 maart 2011) |
| 30  | aansl. Schwalmstadt - aansl. Stadtallendorf-Nord | 13,34 km | Tracéprocedures gestart (4 januari 2012)                                            |
| 40  | aansl. Stadtallendorf-Nord - Dreieck Ohmtal      | 17,45 km | Tracéprocedures gestart (30 mei 2012)                                               |

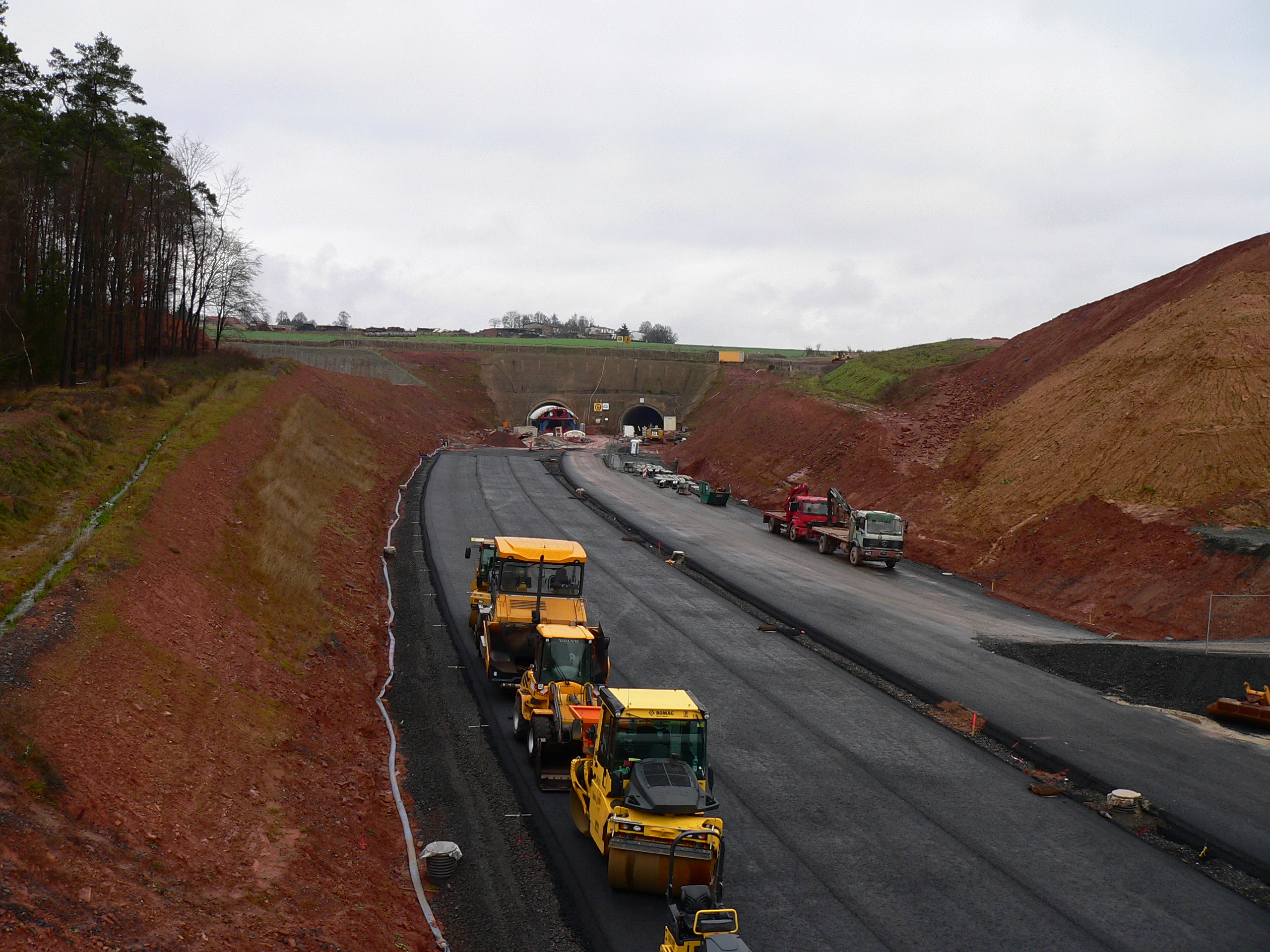
Tunnel Frankenhain tijdens de bouw in 2014 (westportaal)

De tracébesluitprocedure voor het trajectdeel van het huidige einde bij Neuental tot aan Schwalmstadt is in september 2008 met ondertekening van het tracébesluit afgerond. De milieuvereniging BUND ging in januari 2008 in beroep tegen het besluit bij de federale bestuursrechter in Leipzig. Echter werd de verlenging van de A49 door federale wetgeving als onmiddellijk uitvoerbaar verklaard, waardoor de beroepsprocedure de start van de bouw niet kon vertragen. In april 2009 trok de BUND haar beroep tegen dit trajectdeel in. De bouw van het deel tussen Neuental en Schwalmstadt werd in 2010 met de start van de voorbereidende werkzaamheden begonnen, nadat een financieringstoezegging door de Bond voorlag, dat ondanks dat het besluit was genomen nog enkele jaren op zich liet wachten. De verkeersvrijgave tot aan Schwalmstadt is door het in 2015 gereed zijnde tunnel bij Frankenhain in 2022 te verwachten. Op 16 juli 2015 gaf Bondsverkeersminister Alexander Dobrindt een toezegging van € 120 miljoen, waarmee de complete financiering van dit trajectdeel rond was. In oktober 2015 werd met de werkzaamheden bij het toenmalige einde in Neuental begonnen.
Het tracébesluit voor het trajectdeel tussen Schwalmstadt en Stadtallendorf Nord werd op 4 januari 2012 door de toenmalige Hessische minister van Economische Zaken en Verkeer Dieter Posch ondertekend. In mei 2012 ging de natuurvereniging Naturschutzband Hessen tegen dit besluit in beroep wegens de vermeende ontoereikende bescherming van vleermuizen, echter trokken ze het bezwaar in juni 2013 in wegens afgenomen kans op succes. Het voorlaatste trajectdeel zou via een publiek-private samenwerking (PPS) met privaat geld gefinancierd worden. De geldverstrekker beheert zoals gewoonlijk het traject en krijgt als tegenprestatie voor een aantal decennia de opbrengsten vanuit de vrachtwagentol.
De tracébesluitprocedure voor het laatste trajectdeel tussen Stadtallendorf Nord en de A5 zou oorspronkelijk in 2004 afgerond worden; zo zou de A49 midden door het ten oosten van Stadtallendorf gelegen Herrenwald geleid worden. In 2003 heeft de regionale overheid (Regierungspräsidium Gießen) het Herrenwald wegens zijn vele zeldzame gebieden en diersoorten - onder andere bestaat er een populatie kamsalamanders - als Europese Habitatrichtlijngebied aangedragen. In 2004 volgde de erkenning van het gebied. De toenmalige Hessische verkeersminister Alois Rhiel (CDU) stelde hierdoor in de herfst van 2005 een alternatief tracé voor, die dichterbij Stadtallendorf ligt en het Herrenwald alleen aan de rand doorsnijdt. Dit tracé is uiteindelijk de procedures ingegaan. Het tracébesluit voor het laatste trajectdeel werd op 30 mei 2012 ondertekend. Het bezwaar door beide natuurverenigingen tegen het besluit werd door de federale bestuursrechter in Leipzig op 23 april 2014 afgewezen. Ook het laatste trajectdeel zal eveneens via een publiek-private samenwerking gefinancierd en aangelegd worden.
Afhankelijk van de financiële toezeggingen werd midden 2015 gerekend op een openingsdatum in 2021 voor de laatste twee trajectdelen. In augustus 2019 was de verwachting dat de voorbereidende werkzaamheden oktober 2019 van start gaan en start bouw begin 2020 volgt. De verwachting is dat in 2024 de weg volledig in gebruik is.

### Trajectdeel Gießen - Frankfurt am Main
Al sinds midden jaren 60 bestaan er plannen voor een snelwegachtige nieuwe verbinding tussen Marburg en Langgöns evenals tussen Bad Nauheim en Friedberg (Hessen). Een samenhangend plan was pas begin jaren 70 voorzien. Het wegenplan voor de bouw van federale wegen in de periode 1971 tot 1985 voorzag een 2x2 rijstroken tellende B3/B3n tussen Marburg en Frankfurt am Main. Door de hernummering van wegen, dat op 1 januari 1975 van kracht ging, werd dit plan onderdeel van de A49. Aan het trajectdeel Kassel - omgeving Staufenberg aansluitende deel zou de A5 bij Staufenberg, de A48 zuidelijk van Lollar, de A45 bij Linden en de A5 bij Butzbach kruizen om aansluitend bij Preungesheimer Dreieck op de A661 te eindigen.

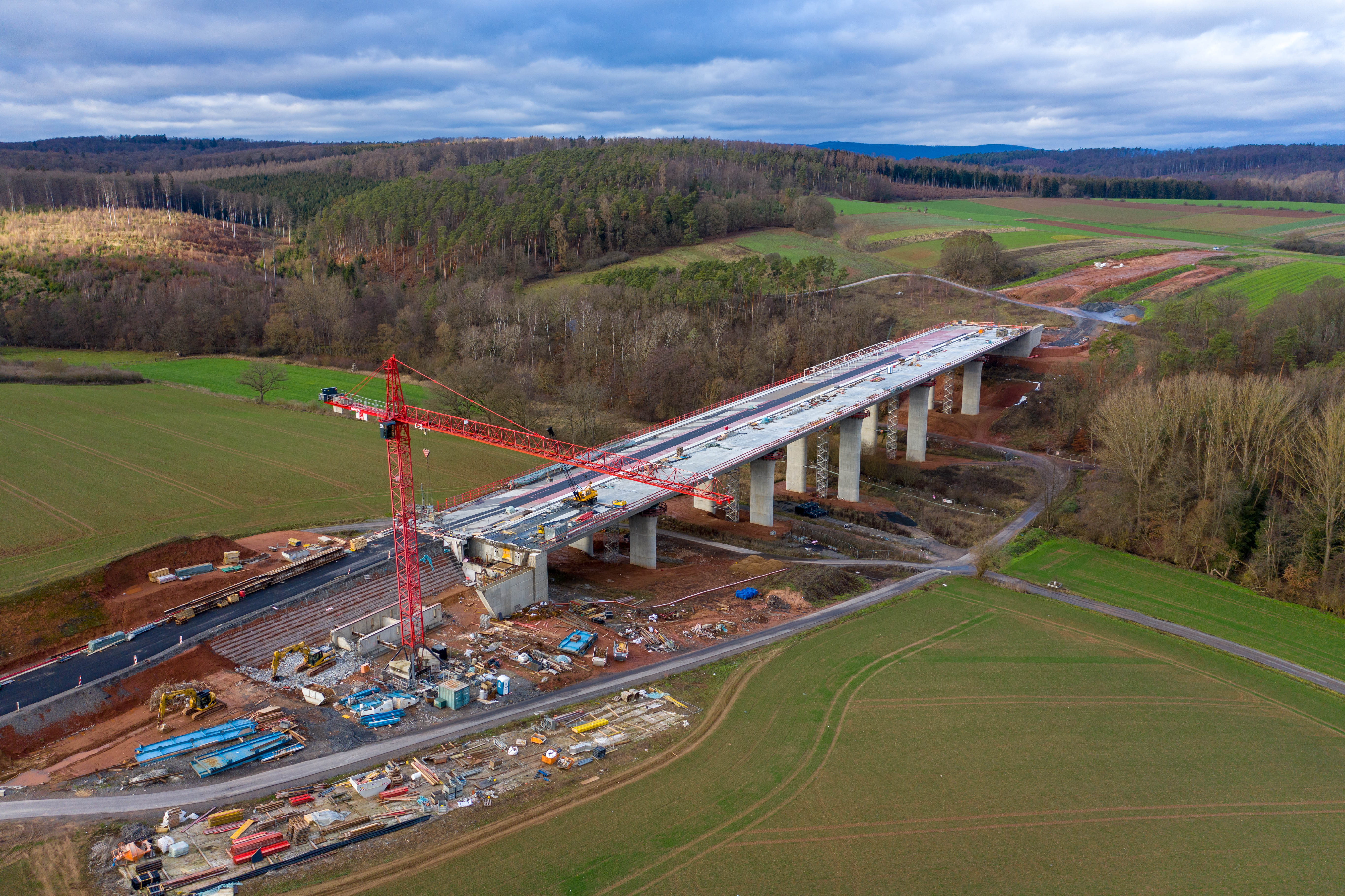
Bouw van de brug Frankenhain in 2018

In de tweede helft van de jaren 60 begon de bouw van de oostelijke randweg van Gießen. Tot midden jaren 70 was tussen Gießener Nordkreuz en Langgöns de snelweg - deels nog met één rijbaan - gereed. In 1978, kleine drie jaar na de inwerkingtreding van de nieuwe snelwegnummering, werd het traject Marburg - Gießen - Langgöns in A485 hernummerd. Deze verandering stond in samenhang met de nieuwe plannen van de A49 op het eerste trajectdeel. Hoewel de plannen voor de verlenging van de snelweg van Langgöns naar Preungesheim nog bleef bestaan, veranderde dit echter in 1980. Met de tweede wijziging van het wegenplan voor de bouw van federale wegen in de periode 1971 tot 1985 werden de snelwegplannen tussen Langgöns en Preungesheim geschrapt. Achtergrond hiervoor waren nieuwe uitgangspunten, die hebben geleid tot de herbeoordeling van alle projecten in het wegenplan. Het wegenbouwbericht van 1980 van de Bondsregering beschreef het als volgt: dat de plannen aan "de veranderende omstandigheden, in het bijzonder de huidige en toekomstige te verwachten financiële ruimte aangepast moeten worden". Als prioriteit gelden nu: meer aandacht voor milieu- en energiepolitieke doelen, de investering in dialoog met burgers, het vermijden van parallelle plannen, voorrang geven aan investeringen in actief onderhoud en modernisering van het bestaande net evenals het verhogen van de veiligheid voordat aan pure nieuwbouw wordt begonnen. Het geplande tracé van de A49 tussen Langgöns en het Preungesheimer Dreieck zou hier enkele kilometers parallel aan de A5 verlopen en is door de nabijheid van de A5 hierdoor geschrapt. Echter werden de plannen verder uitgewerkt, maar als nieuwbouw van de B3 tussen Marburg en Frankfurt. In de tweede wijziging van het wegenplan voor de periode 1971 tot 1985, vastgesteld op 25 augustus 1980, was het traject noordelijk van Bad Nauheim - Friedberg (Hessen) - Bad Vilbel met prioriteitsniveau I als tweestrookse nieuwbouw voorzien en het traject Bad Vilbel - Preungesheim met prioriteitsniveau I als vierstrookse nieuwbouw. Het traject Pohlgöns - Butzbach - noordelijk van Bad Nauheim kreeg als tweestrookse nieuwbouw het prioriteitsniveau II. Ook de vierstrookse verbreding tussen Okarben en Bad Vilbel bevond zich in prioriteitsniveau II. In het derde wegenplan, vastgesteld op 21 april 1986, kreeg het traject zuidelijk van Friedberg (Hessen) - Karben een lage prioriteit. Een hoge prioriteit behield daarentegen de randweg Bad Nauheim, randweg Friedberg (Hessen) en het traject Karben - Bad Vilbel (deels twee stroken) evenals Bad Vilbel - Preungesheim (vier stroken). Ook de vierstrookse verbreding tussen Okarben en Bad Vilbel bleef een lage prioriteit houden. Tegenwoordig zijn, op een kort stuk tussen Butzbach en Bad Nauheim na, alle andere trajectdelen van dit deel gerealiseerd of bevinden zich in het Bundesverkehrswegeplan 2030.
Tot nu zijn de volgende trajectdelen gerealiseerd:
| Trajectdeel                                                                      | Jaar      | Lengte | Opmerkingen                                                                   |
| -------------------------------------------------------------------------------- | --------- | ------ | ----------------------------------------------------------------------------- |
| aansl. Fronhausen/Bellnhausen - aansl. Staufenberg-Nord                          | 1994      | 5,9 km | 2x2 rijstroken; als B3 genummerd                                              |
| aansl. Staufenberg-Nord - Gießener Nordkreuz                                     | 1980      | 4,2 km | 2x2 rijstroken; als B3 genummerd                                              |
| Gießener Nordkreuz (A480) - aansl. Gießen-Grünberger Straße                      | 1975      | 4,5 km | als A485 genummerd                                                            |
| aansl. Gießen-Grünberger Straße - aansl. Gießen-Schiffenberger Tal               | 1972      | 2,5 km | als A485 genummerd                                                            |
| aansl. Gießen-Schiffenberger Tal - aansl. Linden                                 | 1974      | 5,3 km | als A485 genummerd                                                            |
| aansl. Linden - aansl. Langgöns                                                  | 1968      | 6,3 km | opgewaardeerd naar A485 in 1972                                               |
| aansl. Langgöns - Pohlgöns                                                       | 1962-1965 | 4,5 km | één rijbaan; als B3 genummerd                                                 |
| randweg Bad Nauheim, 1ste bouwdeel (aansl. Rödger Weg - aansl. Frankfurt Straße) | 1989      | 1,2 km | één rijbaan; als B3 genummerd                                                 |
| randweg Bad Nauheim, 2de bouwdeel                                                | 1995      | 6,6 km | één rijbaan; als B3 genummerd; daarvan ong. 3 km op oorsp. geplande A49-tracé |
| randweg Friedberg (Hessen)                                                       | 2009      | 6,0 km | één rijbaan; als B3 genummerd                                                 |
| randweg Nieder- en Ober-Wöllstadt                                                | 2017      | 6,6 km | één rijbaan; als B3 genummerd                                                 |
| Kloppenheim - Bad Vilbel                                                         | 1990      | 5,3 km | één rijbaan; als B3 genummerd                                                 |
| Bad Vilbel - Preungesheimer Dreieck (A661)                                       | 1990      | 3,6 km | 2x2 rijstroken; als B3 genummerd                                              |

In het Bundesverkehrswegeplan 2030 zijn de volgende trajecten opgenomen:
- randweg Karben/Kloppenheim: nieuwbouw met twee rijstroken (1,7 km, hoge prioriteit);
- randweg Karben/Okarben: nieuwbouw met twee rijstroken (3,4 km, hoge prioriteit);
- randweg Butzbach (A5 - Windhof): nieuwbouw met twee rijstroken (4,3 km, hoge prioriteit).

### Trajectdeel Frankfurt am Main - Darmstadt
De planning van een sterke oostelijke randweg om de stad Frankfurt am Main, die later vanaf 1 januari 1975 onderdeel werd van de geplande A49, gaan tot de algemene wegenplan van Frankfurt uit de jaren 1934 en 1938 terug. In 1934 werd alleen aan de bouw van een nieuwe Mainbrug in verlengde van de Ratsweg tot Offenbach-Taunusring en de verlenging van deze nieuwe verbinding als zuidelijke randweg van Offenbach tot de huidige B448 gedacht. In 1938 ontstond vervolgens het project om vanaf de uitvalsweg van Bad Homburg via Eckenheim, Preungesheim en Seckbach een aansluiting aan de Ratswegbrug en een verlenging van de Ratsweg aan te leggen. Na de Tweede Wereldoorlog werden deze plannen weer opgepakt, wat begin jaren 60 eindigde in een ontwerp van de B3a/B456 van Oberursel via Bonames, Preungesheim, Bornheim, Offenbach naar de B46. In de tweede helft van de jaren 60 ontstond uiteindelijk het plan deze B-wegen als snelweg via Sprendlingen, Dreieichenhain, Langen, Egelsbach, Wixhausen, oostelijk van Darmstadt-Arheilgen respectievelijk westelijk van Darmstadt-Kranichstein, Darmstadt-Ost en zuidelijk van Darmstadt-Bessungen en Darmstadt-West respectievelijk noordelijk van Ludwigshöhe naar de A5 bij Darmstadt-Eberstadt (Dreieck Darmstadt-Süd) te leiden. Vanaf 1971 was de snelweg vanaf Oberursel door het oosten van Frankfurt naar Darmstadt onder het interne nummer "Autobahn 91" in het wegenplan voor de bouw van federale wegen in de periode 1971 tot 1985 opgenomen. Midden jaren 70 werden de plannen van snelwegachtige B-wegen en snelwegen tussen Kassel en Gießen evenals tussen Gießen en Frankfurt met de geplande "Autobahn 91" onder het nieuwe nummer A49 samengevoegd. Al in 1978 werd de volledige verbinding als A661 genummerd. Daarbij werd ook het tracé door de omgeving van Darmstadt aangepast. Het verloop dicht bij de stad tussen Egelsbach en de B26 met het geplande knooppunt met de A680 werden opgeheven. Hiervoor in de plaats kwam een verbinding met de A680 westelijk van Roßdorf in vorm van een knooppunt. De zuidelijke randweg bleef onveranderd in uitvoering, zodat in het oosten van Darmstadt het geplande viertaksknooppunt (Kreuz) werd gewijzigd in een drietaksknooppunt (Dreieck). Met de tweede wijziging van het wegenplan van 25 augustus 1980 werden ook op dit gedeelte de plannen van de A49, respectievelijk A661, tussen aansluiting Egelsbach en Dreieck Darmstadt-Süd geschrapt. Voorzien was alleen een gedeeltelijke randweg zuidelijk van Darmstadt tussen de B449 en Darmstadt-Eberstadt evenals een gedeeltelijke randweg oostelijk van Darmstadt tussen de L3094 (Darmstadt - Dieburg) en de B26, die beide met twee rijstroken als nieuwbouw een prioriteitsniveau I kregen. De derde wijziging van het wegenplan van 21 april 1986 voorzag alleen nog een verbinding tussen Roßdorf-West (B26n) en de B3 noordelijk van Darmstadt als tweestrookse nieuwbouw met prioriteitsniveau I, maar het tracé had geen overeenkomst met een van de deeltrajecten van de geplande A49. De verlenging van de A661 zuidelijk van aansluiting Egelsbach werd niet opnieuw in het wegenplan opgenomen. Dit bleef niet zonder gevolgen voor het al voltooide deel van de A661, waarbij de status als snelweg en de bijbehorende inrichting zuidelijk van Offenbacher Kreuz niet meer bij de verwachtingen aansloot. Zo werd een verzorgingsplaats bij Dreieich afgebroken. In het Bundesverkehrswegeplan 2003 is het trajectdeel aansluiting Egelsbach - Dreieck Darmstadt-Süd niet meer opgenomen. Tussen aansluiting Frankfurt-Seckbach en aansluiting Frankfurt-Hanauer Landstraße is aanleg van de tweede rijbaan met een hoge prioriteit in het wegenplan opgenomen. Deze verbreding hangt samen met de bouw van Dreieck Erlenbruch en de Riederwaldtunnel voor de verlenging van de A66.
Tot nu zijn de volgende trajectdelen gerealiseerd (als A661 genummerd):
| Trajectdeel                                                     | Jaar        | Lengte | Opmerkingen                                                                                    |
| --------------------------------------------------------------- | ----------- | ------ | ---------------------------------------------------------------------------------------------- |
| Kaiserleibrücke (Main)                                          | 1964        | 0,2 km |                                                                                                |
| aansl. Dreieich - aansl. Egelsbach                              | 1972        | 9,7 km |                                                                                                |
| Kaiserleibrücke - aansl. Offenbach-Taunusring                   | 1972        | 1,8 km | Aansluitend Hochstraße Strahlenberger Kreisel (in Offenbach ook wel Kaiserlei-Kreisel genoemd) |
| aansl. Taunusring - aansl. Sprendlingen                         | 1974 - 1976 | 7,4 km | één rijbaan: 1974; Offenbacher Kreuz: 1975; tweede rijbaan: 1976                               |
| aansl. Frankfurt-Eckenheim - aansl. Frankfurt-Seckbach          | 1985        | 2,4 km |                                                                                                |
| provisorische aansl. Riederwald - Kaiserleibrücke               | 1986        | 1,4 km |                                                                                                |
| aansl. Frankfurt-Seckbach - aansl. Frankfurt-Hanauer Landstraße | 1995        | 3,3 km | één rijbaan met 2x2 rijstroken                                                                 |

## Trivia
In kader van het evenement Tag der Bundeswehr (dag van de krijgsmacht) in Fritzlar werd het trajectdeel tussen de aansluitingen Gudensberg en Neuental op 13 juni 2015 volledig afgesloten om hiermee als langste parkeerplaats van Duitsland te dienen.
Een ongeluk op de A49 leidde tot een van de eerste uitspraken van het Amtsgericht Kassel of de opnames van een dashcam voor een rechtszaak al dan niet als bewijs kan worden aangevoerd.